# Alpaida guimaraes
Alpaida guimaraes Levi, 1988 è un ragno appartenente alla famiglia Araneidae.

## Etimologia
Il nome della specie deriva dalla località di rinvenimento: dalla località brasiliana di Chapada dos Guimarães, nello stato del Mato Grosso

## Caratteristiche
L'olotipo femminile rinvenuto ha dimensioni: cefalotorace lungo 2,3mm, largo 1,6mm; il primo femore misura 1,7mm e la patella e la tibia circa 2,3mm.

## Distribuzione
La specie è stata rinvenuta in Brasile e in Guyana: l'olotipo femminile nei pressi della località di Chapada dos Guimarães, nello stato del Mato Grosso; alcuni paratipi a Kartabo, località guyanense.

## Tassonomia
Al 2014 non sono note sottospecie e dal 1988 non sono stati esaminati nuovi esemplari.